# Ahmad ibn Chābit
Ahmad ibn Chābit (arabisch احمد بن خابط, DMG Aḥmad ibn Ḫābiṭ, starb zw. 842 und 847) war ein muʿtazilitischer Theologe, der für seine besondere Lehre der Transmigration der Geister  bekannt war. Sein Patronym ist unsicher: neben ibn Chābit findet man auch die Schreibungen ibn Hābit (بن حابط, DMG ibn Ḥābiṭ) und ibn Hāyit (بن حايط, DMG ibn Ḥāyiṭ).
Ahmad stammte aus einer bekannten Bagdader Familie und war Schüler des bekannten Muʿtaziliten an-Nazzām, dem er in der Lehre sehr nahestand. So war er wie er ein Gegner des Atomismus und folgte auch seiner Theorie von der Bewegung, die sich im Sprung (ṭafra) vollzieht. In Nazzāms anthropologischem Lehrsystem spielte das Ein- und Austreten des Geistes am Anfang bzw. Ende des Lebens eine wichtige Rolle. An diesen Gedanken knüpfte Ahmads Theorie von der Transmigration der Geister (tanāsuch) an.
Nach Ahmads Lehrsystem wurden die Lebewesen zusammen mit der Welt am Anfang alle auf einmal erschaffen, und zwar als Geistwesen, die sich nicht nach der Spezies unterschieden. Als solche wurden sie ins Paradies gesetzt. Als Geistwesen waren sie von Anfang mit Erkenntnis, Handlungsfähigkeit und dem Wissen von Gott ausgestattet und ihm gegenüber zur Einhaltung der Gebote verpflichtet, insbesondere zum Dank dafür, dass er sie ins Paradies gesetzt hatte. Diejenigen, welche alle Gebote Gottes befolgten, behielt Gott als seine Genossen bei sich; diejenigen, die ihm den Gehorsam verweigerten, warf er zur ewigen Strafe in die Hölle; diejenigen aber, die Schuld auf sich luden, ohne die Gebote zu leugnen, strafte er entsprechend Sure 20:123 mit dem Fall in diese Welt.
Die gefallenen Geister werden allerdings auf der Erde nicht nur geplagt, sondern erfahren in ihrer Menschenhülle, in die sie eingeschlossen wurden, auch Glück, müssen sich allerdings wiederholt bewähren, denn es werden immer wieder Propheten zu ihnen geschickt. Je nach ihrem Verhalten ändert sich die „kompakte Hülle“ (qālab kaṯīf), in die sie eingeschlossen sind. Wenn sie den Sünden, die sie im Paradies begangen haben, auf der Erde weitere hinzufügen, erhalten sie in ihrem nächsten Leben eine Tierhülle. Da es auch bei den Tieren ein Gesetz gibt, können sie hier weitere Sünden auf sich laden und hieraufhin mit einer hässlicheren Hülle im nächsten Leben bestraft werden. Hieraus leitet Ahmad allerdings kein Tötungsverbot für Tiere ab, denn da diese ja bestraft werden sollen, erfüllt sich mit dem Töten und Schlachten der Tiere der göttliche Heilsplan.
Die Bewegung des Eintretens der Geister in immer wieder neue Hüllen, die sich in „Schleifen und Wiederholungen“ (takwīr wa-takrīr) vollzieht, gelangt allerdings irgendwann an ein Ende, wenn nämlich die Geister entweder völlig geläutert ins Paradies eintreten oder endgültig in die Hölle fahren. Hier besteht ein Unterschied zu den Transmigrationsvorstellungen der Ghulāt, denn diese kannten kein Jenseits.
Eine Besonderheit von Ahmads Lehrsystem war außerdem die Annahme einer Parallelität der Menschen- und Tierwelt. Er leitete dies aus der Beobachtung von Ameisenpopulationen ab sowie auch von jenen Koranversen, die davon sprechen, dass die Tiere in Gemeinschaften organisiert sind (insbesondere Sure 6:38). Dass auch Tiere Propheten haben, entnahm er aus Sure 35:24, wo gesagt wird, dass zu jeder Gemeinschaft ein Prophet gesandt worden ist, sowie der Aussage in Sure 16:68, dass Gott der Biene eingegeben hat (auḥā), wie sie ihre Waben bauen soll. Das arabische Verb, das hier für „eingeben“ benutzt wird, ist nämlich das gleiche, welches auch für die prophetische Offenbarung (waḥy) verwendet wird.
Muhammad al-Schahrastani überliefert von Ahmad ibn Chābiṭ, dass er wie die Christen Jesus Christus göttliche Eigenschaften beimaß und von ihm lehrte, dass er als der urewiger Logos (al-kalima al-qadīma) einen leiblichen Körper bekleidet habe.
Wegen seiner Transmigrationslehre, die als Ketzerei galt, wurde Ahmad ibn Chābiṭ von anderen Muʿtaziliten bei dem Kalifen al-Wāthiq bi-'llāh angezeigt. Dieser beauftragte seinen Ober-Qādī Ahmad ibn Abī Duʾād, eine Untersuchung anzustellen, doch verlief die Sache im Sande, weil Ahmad starb, bevor dieser tätig wurde. Hieraus ergibt sich auch der einzige Anhaltspunkt für seine Lebensdaten. Sein Tod muss zwischen 842 und 847 erfolgt sein. Einige spätere Häresiographen sprachen Ahmad ibn Chābiṭ ganz den Status eines Muslims ab.